# Sămânță
Sămânța este un organ al plantelor superioare, care poate fi fie liberă, adică neînchisă în fruct ca la plantele încadrate în Încrengătura Pinophyta (ex: brad, pin, molid), fie închisă în fruct ca la plantele din Încrengătura Magnoliophyta (Angiospermatophyta), (vezi Regnum Plantae subcapitolul Clasificarea regnului). Sămânța provine din transformarea ovulului în urma fecundației. Plantele care produc sămânță în ciclul lor de dezvoltare ontogenetică sunt denumite spermatofite.

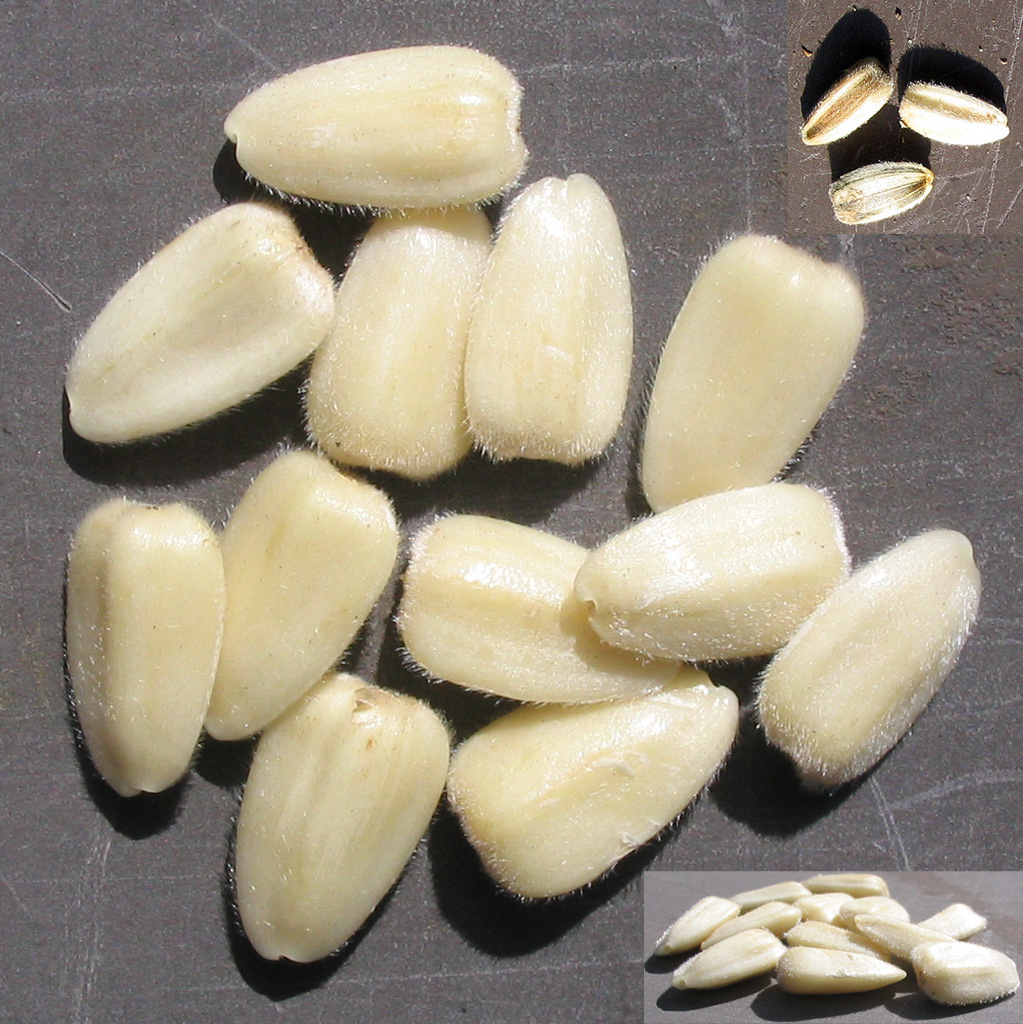
Seminţe de floarea-soarelui

## Morfologia seminței
Forma seminței variază de la o plantă la alta și uneori poate constitui caracter de specificitate.
Mărimea seminței depinde de specie, de factorii de mediu din timpul formării, de agrotehnica aplicată și în special de numărul de semințe pe care le conține fructul.

## Anatomia seminței
Sămânța este alcătuită din: embrion, endosperm și tegument seminal.
Embrionul provine din diviziunea oului, ou care după fecundație se divide în două celule suprapuse. Din embrion, prin germinație, se poate dezvolta o nouă plantă, la germinare embrionul folosește amidonul din sămânță ca sursă de nutriție.
Endospermul provine din diviziunea celulei triploide formate în urma fecundării nucleului secundar al sacului embrionar cu unul dintre nucleii spermatici.
Tegumentul seminal provine din transformarea integumentelor ovulului și este alcătuit din două zone diferențiate: testa și tegmen.

## Fiziologia seminței
Adaptarea plantelor pentru răspândirea semințelor.
Plantele care își diseminează singure semințele sunt denumite autochore, cele care diseminează prin intermediul unor factori externi ai mediului, sunt allochore, iar cele zoochore își răspândesc semințele prin intermediul animalelor. Există și plante hidrochore care își răspândesc semințele prin intermediul curenților de apă.
Germinarea seminței are loc în urma unor procese calitative și cantitative care determină trecerea de la viața latentă a seminței în viață activă, având ca rezultat dezvoltarea unei plante noi. Această trecere este influențată atât de factori interni (maturitatea seminței, puterea de germinare, integritatea și puritatea seminței), cât și externi (solul, apa, aerul, temperatura, lumina).